# Símbols de Nunavut
El territori canadenc de Nunavut ha establert diversos símbols territorials.
| Símbol        | Nom                                               | Imatge                   | Adopció     | Observacions |
| ------------- | ------------------------------------------------- | ------------------------ | ----------- | --- |
| Escut d'armes | Escut d'armes de Nunavut                          | Escut d'armes de Nunavut | 1999        | L’escut d’armes fou dissenyat per Andrew Qappik i està format per un disc rodó blau i daurat carregat amb un llum de pedra, un inukshuk i l'estel polar, que simbolitzen les riqueses de la terra, el mar i el cel; coronat per un iglú i una corona reial. Com a suport, un caribú i un narval fan referència al ric patrimoni natural del territori. Està recolzat sobre una base de terra i gel amb tres espècies importants de flors silvestres de l'Àrtida. |
| Motto         | ᓄᓇᕗᑦ ᓴᙱᓂᕗᑦ                                        |                          |             | "Nunavut sanginivut" (Nunavut, la nostra força). |
| Bandera       | Bandera de Nunavut                                | Bandera de Nunavut       | 1999        | Adoptata oficialment el primer d'abril de 1999, i dissenyada també per Andrew Qappik. Està formada per dues franges verticals d'igual amplada, groga l'esquerra i blanca la dreta. En mig de les dues i separant les dues franges carrega un inukshuk vermell i un estel blau de cinc puntes, que representa l'estel polar, al quarter superior dret. |
| Maça          | Maça de l'Assemblea Legislativa de Nunavut        | Maça de Nunavut          | 1999        | La maça de l'Assemblea Legislativa de Nunavut està feta amb ullal de narval i fou presentada en públic per primera vegada el 30 de març de 1999. |
| Flor          | Saxífraga porpra (Saxifraga oppositifolia)        | saxífraga porpra         | 2000        | La saxífraga porpra, fou adoptat com a emblema per unanimitat de l'Assemblea Legislativa de Nunavut l'any 2000. Aquesta flor silvestre és una de les tres flors representades a l'escut d'armes i una de les primeres a florir a la primavera àrtica, la saxífraga porpra sovint creix juntes a través de la tundra; proporciona un contrast viu i morat amb la neu que encara està present.                                                                     |
| Ocell         | Perdiu blanca (Lagopus muta)                      | Perdiu blanca            | 2000        | La perdiu blanca (anomenada "Aqiggiq") es convertí en l'ocell oficial el primer de maig del 2000. Es tracta d'un ocell àrtic, ja que durant tot l'any se'l pot trobar al territori. Les característiques d'aquest ocell reflecteixen les adaptacions humanes al dur entorn àrtic. |
| Animal        | Gos esquimal canadenc (Canis familiaris borealis) | Gos esquimal canadenc    | 2000        | el gos inuit canadenc (anomenat "qimmiq") es convertí en l'animal oficial el primer de maig del 2000. Aquest gos és una de les races pures més antigues del món i se sap que resideix a l'Àrtic des de fa almenys 4.000 anys. Ha estat essencial per a la supervivència dels inuit, sent l'únic animal de treball per a viatges de llarg recorregut i un company de caça capaç.                                                                                  |
| Matrícula     | Placa de matrícula                                | Matrícula de Nunavut     | Des de 1999 | El territori té matrícula pròpia des del 1999 i des del 2012 tenen un nou format. Són rectangulars amb els sis caràcters alfanumèrics en negre sobre una escena nocturna amb un os polar, un inukshuk, tres aurores boreals per representar les tres regions de Nunavut (Kitikmeot, Kivalliq i Qikiqtaaluk) i 25 estrelles per representar les comunitats del territori.                                                                                         |